# Finestkind
Pour plus de détails, voir Fiche technique et Distribution.
Finestkind est un film américain réalisé par Brian Helgeland et sorti en 2023.
Le film est présenté en avant-première au festival international du film de Toronto 2023. Il est ensuite diffusé sur Paramount+

## Synopsis
New Bedford est une ville côtière du Massachusetts abritant le plus grand port de pêche commerciale du pays. En fin d'année universitaire,Charlie, 22 ans,va rejoindre son demi-frère aîné Tom, capitaine d'un bateau de pêche, et lui demande de l'emmener pour une campagne de pêche afin de mieux le connaître, après avoir grandi dans des milieux sociaux très différents. Ayant divers problèmes, ils sont contraints de s'associer à de dangereux criminels de Boston.

## Fiche technique
Sauf indication contraire, les informations mentionnées dans cette section peuvent être confirmées par la base de données cinématographiques IMDb,  présente dans la section « Liens externes ».
- Titre original : Finestkind
- Réalisation et scénario : Brian Helgeland
- Musique : Carter Burwell
- Décors : Richard Hoover
- Costumes : Deborah Newhall
- Photographie : Crille Forsberg
- Montage : Stuart Levy
- Production : Gary Foster, David Glasser, Russ Krasnoff

Producteur délégué : Ron Burkle, David Hutkin, Jennifer Roth et Bob Yari
Coproducteur : Joseph J. Micucci
- Sociétés de production : 101 Studios, Bosque Ranch Productions, Krasnoff / Foster Entertainment et MTV Entertainment Studios
- Société de distribution : Paramount+
- Budget : n/a
- Pays de production :  États-Unis
- Langue originale : anglais
- Format : couleur
- Genre : thriller, drame, crime
- Durée : 126 minutes
- Dates de sortie[1] :
  - Canada : 8 septembre 2023 (première lors du festival de Toronto)
  - États-Unis, France : 15 décembre 2023 (Paramount+)
- Classification[2] :
  - États-Unis : R

## Distribution
- Ben Foster (VF : Boris Rehlinger) : Tom Eldridge
- Toby Wallace (VF : Alexandre Nguyen) : Charlie Sykes
- Jenna Ortega (VF : Emmylou Homs) : Mabel
- Tommy Lee Jones (VF : Féodor Atkine) : Ray Eldridge
- Ismael Cruz Córdova (VF : Eilias Changuel) : Costa
- Aaron Stanford (VF : Benjamin Penamaria) : Skeemo
- Scotty Tovar (VF : Baptiste Marc) : Nunes
- Tim Daly (VF : Bruno Choël) : Gary Sykes
- Lolita Davidovich (VF : Danièle Douet) : Donna Sykes
- Clayne Crawford (VF : Valentin Merlet) : Pete Weeks
- Lonnie Farmer : Rocky
- Fernanda Andrade (pt) : Anne Marie
- Charlie Thurston (VF : Matthieu Albertini) : M. White
- Meghan Leathers : Kathy
- Brian J. McDonald : Paul
- Chris Matacunas : Mark
- Rebecca Gibel : Paulette

Version française réalisée par la société de doublage Deluxe Media Paris, sous la direction artistique de Laura Préjean, d'après une adaptation des dialogues de Viviane Lesser.

## Production
En 2018, Jake Gyllenhaal, Ansel Elgort et Zendaya sont annoncés dans le film.
En avril 2022, il est annoncé que les droits de distribution ont été acquis par Paramount+,.
Le tournage débute dans le Massachusetts en avril 2022,. Peu après, la présence de plusieurs acteurs est confirmée : Tim Daly, Clayne Crawford, Aaron Stanford, Scotty Tovar et Lolita Davidovich. Meghan Leathers rejoint le film en avril 2022. Le tournage a lieu notamment à Boston et New Bedford. Les prises de vues s'achèvent en mai 2022.

## Sortie et accueil

### Festivals
Le film est présenté en avant-première au festival international du film de Toronto 2023 le 8 septembre 2023. Il devrait ensuite être diffusé sur Paramount+ le 15 décembre 2023.

### Critique
Sur l’agrégateur de critiques Rotten Tomatoes, il obtient 20% d'avis favorables pour 15 critiques et une note moyenne de 4,3⁄10.